# امریکن مدیا
امریکن مدیا (به انگلیسی: American Media) ناشر روزنامه، کتاب و مجله در ایالات متحده آمریکا و مستقر در شهر نیویورک است. امریکن مدیا که در ابتدا تنها با نشنال اینکوایر مرتبط بود، در دهه‌های ۱۹۹۰ و ۲۰۰۰ میلادی، دارایی‌های خود را به‌طور قابل توجهی گسترش داد. امریکن مدیا در نوامبر ۲۰۱۰ به دلیل بدهی ۱ میلیارد دلاری اعلام ورشکستگی کرد، اما از آن زمان تا به حال به خرید و فروش برندهای مجلات ادامه داده‌است.
امریکن مدیا مورد اتهامات روزنامه‌نگاری غیراخلاقی بوده‌است. دادستانی ایالات متحدهٔ آمریکا در سال ۲۰۱۸ اعلام کرد، این شرکت برای پیشگیری از اطلاعات آسیب‌زننده به دونالد ترامپ، ۱۵۰ هزار دلار به کارن مک‌دوگال پرداخته‌است.